# Monaca santa
Pour plus de détails, voir Fiche technique et Distribution.
Monaca santa est un melodramma strappalacrime italien réalisé par Guido Brignone et sorti en 1949.
Avec 2 602 740 entrées dans les salles italiennes, le film se place 9e du box-office Italie 1948.

## Fiche technique
- Titre original italien : Monaca santa[2]
- Réalisateur : Guido Brignone
- Scénario : Enzo Di Gianni, Fulvio Palmieri (it)
- Photographie : Renato Del Frate
- Montage : Gino Talamo
- Musique : Ezio Carabella
- Décors : Virgilio Marchi (it)
- Maquillage : Giuseppe Annunziata (it)
- Production : Fortunato Misiano
- Société de production : Romana Film (it)
- Pays de production :  Italie
- Langue originale : italien
- Format : Noir et blanc - 1,37:1 - Son mono - 35 mm
- Durée : 85 minutes
- Genre : Melodramma strappalacrime
- Dates de sortie :
  - Italie : juillet 1949

## Distribution
- Eva Nova : Angela
- Enrico Glori : Cammarano
- Cesare Danova
- Tina Lattanzi
- Gigi Pisano
- Raffaele Di Napoli
- Grazia Gresi
- Amedeo Girard
- Pina Piovani
- Adriana Serra
- Elvira Romanelli
- Giulia Melidoni
- Ida Bracci Dorati
- Aniello Mele